# Moejski Gigant
De Moejski Gigant (Russisch: Муйский Гигант; "Moejagigant") is met 3067 meter de hoogste bergtop van het Zuid-Moejagebergte in het noordoosten van de Transbaikal. De berg ligt in het District Moejski van de Russische autonome republiek Boerjatië op 45 kilometer ten zuidwesten van het districtcentrum Taksimo.
De berg ligt in een korte uitloper van de centrale rug van het gebergte. Het bergriviertje Bamboekoj (zijrivier van de Bamboejka, stroomgebied van de Vitim) ontstaat op de zuidoostelijke hellingen van de berg. De riviertjes Pravaja Sjoerinda en Djaltoekta (zijrivieren van Sjoerinda, stroomgebied van de Moeja) ontstaan op de noordwestelijke hellingen.

## Geschiedenis
De berg komt voor het eerst voor in de rapporten van een expeditie van de Centrale Raad voor toerisme en excursies in 1978 en werd daarin pik Spartak ("Spartak-piek") genoemd ter ere van de internationale sportvereniging Spartak omdat de leden van de expeditie hier ook lid van waren. De plek van de piek werd toen ook op topografische kaarten weergegeven, maar veel te ver naar het noorden, namelijk op de plek van de Piramida Solovjova-piek (2730 meter). De hoogte was toen nog niet vastgesteld. In de jaren 1980 en 1990 werd de berg verder onderzocht en werd de hoogte vastgesteld.
De eerste beklimming van Moejski Gigant vond na vier mislukte pogingen plaats op 8 juli 1993 door een groep studenten van het Instituut voor Spoorwegingenieurs van Novosibirsk (NIIZjT; nu de Siberische Staatsuniversiteit voor Transport) onder leiding van toerist en bergbeklimmer Aleksandr Koezminych. Deze 'Koezminych-route' langs de westkant van de top wordt tegenwoordig beschouwd als een klassieker (moeilijkheidsgraad 4A). Er zijn sindsdien ook klimroutes langs de oostelijke en de noordelijke hellingen uitgevoerd.